# مینیک
مینیک (به چکی: Měník) یک منطقهٔ مسکونی در جمهوری چک است که در ناحیه هرادتس کرالووه واقع شده‌است. مینیک ۶۰۴ نفر جمعیت دارد.